# 2013 у телебаченні
Список 2013 у телебаченні описує події у сфері телебачення, що відбулися 2013 року.

## Події

### Січень
- 1 січня
  - Припинення мовлення та закриття телеканалу «Disney Channel Ukraine».
  - Ребрендинг білоруського телеканалу «Білорусь ТБ» в «Білорусь-24»[1].
- 10 січня — Початок мовлення регіонального телеканалу «Прилуки» у стандарті DVB-T2[2].
- 29 січня — Призупинення мовлення сумського регіонального телеканалу «Академ TV»[3].
- 30 січня — Припинення мовлення та закриття розважального телеканалу «2Т».

### Лютий
- 1 лютого — Власником 100 % акцій компанії «Inter Media Group Limited» став Дмитро Фірташ[4].
- 4 лютого — Початок мовлення нового розважального телеканалу «Сонце» від студії «Пілот»[5][6].
- 5 лютого — Припинення аналогового мовлення телеканалу «1+1» на 56 ТВК в Андріївці та на 56 ТВК в Черняхові[7][8].
- 6 лютого — Зміна програмної концепції телеканалу «Star TV» з розважально-музичної на розважально-інформаційну з кінопоказом[9].
- 11 лютого
  - Початок мовлення телеканалу «TV-4» у Тернополі й області у стандарті DVB-T2[10].
  - Припинення аналогового мовлення телеканалу «ТВі» на 50 ТВК у Луцьку[11].
- 15 лютого — Ребрендинг одеського телеканалу «O News» у «Третій цифровий».
- 17 лютого — Переїзд компанії «1+1 Media» у новий модернізований офіс за адресою вул. Кирилівська, 23.
- 22 лютого — Зміна логотипів і графічного оформлення телеканалів «Інтер» та «Інтер+»[12].

### Березень
- 1 березня
  - Зміна графічного оформлення телеканалу «1+1».
  - Зміна логотипа телеканалу «ТЕТ».
- 6 березня — Припинення мовлення чернівецького регіонального телеканалу «ТВА»[13].
- 28 березня — Припинення мовлення регіонального «Центрального каналу» в Київській області у стандарті DVB-T2[14].
- 29 березня
  - «Новий канал» закрив спортивні новини «Спорт-Репортер» після 14 років роботи[15].
  - Український супутниковий оператор «Либідь ТБ» розпочав своє мовлення[16].

### Квітень
- 1 квітня 
  - Телеканал «English Club TV» розпочав мовлення у стандарті високої чіткості (HD)[17].
  - Зміна логотипу парламентського телеканалу «Рада».
- 8 квітня — Відновлення мовлення сумського регіонального телеканалу «Академ TV»[3].
- 17 квітня — Перехід російських телеканалів «НТВ» та «НТВ Мир» до мовлення у широкоекранному форматі зображення 16:9[18].
- 18 квітня — Припинення мовлення і закриття телеканалу «R-TV»[19].
- 19 квітня
  - Зміна логотипу і графічного оформлення телеканалу «UBR».
  - Ребрендинг львівського регіонального державного «12 каналу» в ТРК «Львів»[20].
- 23 квітня — Рейдерське захоплення телеканалу «ТВі», внаслідок якого власником телеканалу став Артем Шевченко[21].
- 29 квітня — Зміна логотипу парламентського телеканалу «Рада».
- Початок мовлення нового запорізького регіонального телеканалу «ВПТВ».

### Травень
- 5 травня — Зміна графічного оформлення телеканалу «К2».
- 11 травня — Початок мовлення нового донецького регіонального телеканалу «BTV».
- 19 травня — Запуск етерного й інтернет-мовлення «Суспільного мовлення Росії» (рос. «Общественное телевидение России», ОТР)[22].
- 28 травня — Ребрендинг запорізького регіонального телеканалу «АТВ» у «2+2 Запоріжжя» і «ТЕТ Алекс ТВ»[23].
- 31 травня — Телеканал «MTV Росія» припинив мовлення. На його місці почав мовлення російський розважальний телеканал «Пятница!»[24].

### Червень
- 1 червня
  - Запуск першого кримськотатарського дитячого телеканалу «Lâle»[25].
  - Запуск на базі телеканалу «MTV Україна» нового розважального телеканалу «Zoom» від «Inter Media Group»[26].
  - Ребрендинг київського телеканалу «Business Kyiv» у «100».
- 8 червня — Зміна графічного оформлення музичного-розважального телеканалу «M1».
- 10 червня — Телеканал «Хокей» змінив назву на «XSPORT» та розширив програмну концепцію[27].
- 12 червня — Зміна програмної концепції телеканалу «Моя дитина»[28].
- 19 червня — Початок мовлення телеканалу «Юніон» у Донецьку у стандарті DVB-T2.
- 26 червня — Зміна логотипа телеканалу «1+1».
- 28 червня — Початок мовлення телеканалу «Юніон» у Торезі у стандарті DVB-T2.

### Липень
- 9 липня — Ребрендинг львівського телеканалу «НТА» у «2 канал»[29].
- 10 липня — Ребрендинг краматорського регіонального телеканалу «ТОР» у «2+2 ТОР»[30].
- 12 липня — Ребрендинг російського телеканалу «НТВ-Плюс Наш футбол» у телеканал «Наш футбол» і початок його мовлення у стандарті високої якості (HD)[31].
- 18 липня — Початок мовлення телеканалу «Рівне 1» у Рівному у стандарті DVB-T2[32].
- 23 липня — Польща повністю перейшла на цифрове телебачення[33].
- 26 липня — Зміна логотипу телеканалу «1+1».
- 29 липня — Перехід регіонального телеканалу «Рівне 1» до цілодобового формату мовлення.

### Серпень
- 1 серпня
  - Зміна логотипу і графічного оформлення каналу «Україна».
  - Початок мовлення нового інформаційного телеканалу «RABINOVICH TV».
- 9 серпня — Українська греко-католицька церква запустила інтернет-телебачення «Живе.ТБ»[34].
- 14 серпня — Відновлення мовлення чернівецького регіонального телеканалу «ТВА»[35].
- 24 серпня — Зміна логотипа і графічного оформлення «5 каналу»[36].
- 31 серпня — Зміна логотипа і графічного оформлення телеканалу «СТБ».
- Зміна логотипа і графічного оформлення «24 каналу».
- Початок супутникового мовлення регіонального телеканалу «Львів-ТБ»[37].
- Припинення мовлення та закриття телеканалу «Аріанда».
- Припинення мовлення та закриття телеканалу «Партнер».
- Припинення мовлення та закриття телеканалу «Новий формат ТБ».
- Припинення мовлення та закриття телеканалу «Лідер».
- Припинення мовлення та закриття телеканалу «ТВ-ВИБІР».

### Вересень
- 1 вересня
  - Початок мовлення нового полтавського регіонального телеканалу «Місто+».
  - Припинення мовлення російського телеканалу «ТНТ» на території України.
  - Початок мовлення нового одеського регіонального «7 каналу» на базі телеканалів «АРТ» і «РіАК»[38].
- 2 вересня
  - Запуск нового російського інформаційного телеканалу «LifeNews»[39].
  - Зміна логотипу і графічного оформлення телеканалу «НТН».
- 3 вересня — Початок мовлення нового київського регіонального телеканалу «ВСІ НОВИНИ».
- 4 вересня — Початок мовлення нового львівського регіонального телеканалу «Захід новини».
- 5 вересня — Початок мовлення нового хмельницького регіонального телеканалу «TV7+»[40].
- 14 вересня
  - Перейменування музичного телеканалу «Music Box UA» у «Music Box Ukraine» та його перехід до мовлення у широкоекраному форматі зображення 16:9[41].
  - Зміна графічного оформлення телеканалу «НЛО TV».
- 16 вересня — Зміна графічного оформлення та перехід російського телеканалу «Росія-24» до мовлення у широкоекранному форматі зображення 16:9.
- 30 вересня — Початок мовлення телеканалу «HDFashion & Lifestyle» в Україні.
- Початок мовлення регіонального телеканалу «Житомир» у Брусилові у стандарті DVB-T2[42].
- Ребрендинг сумського регіонального телеканалу «Академ TV» у «АTV».

### Жовтень
- 1 жовтня
  - Перезапуск російського телеканалу «MTV Росія» та початок його мовлення у стандарті високої якості[43].
  - Запуск українського розважального телеканалу латвійського походження «OE»[44].
- 7 жовтня
  - Початок мовлення нового регіонального телеканалу «Слово Волині».
  - Початок мовлення телеканалу «ИТВ» в Білогірську у стандарті DVB-T2[45].
- 8 жовтня — Припинення мовлення і закриття ніжинського регіонального телеканалу «Ф-Фобос»[46].
- 14 жовтня — Початок мовлення нового рівненського регіонального телеканалу «Ритм TV»[32].
- 16 жовтня — Початок мовлення «2 каналу» із центром у Києві[47].
- 22 жовтня — Зміна логотипу і графічного оформлення телеканалу «UBR».
- Початок власного мовлення регіонального телеканалу «Прилуки» у стандарті DVB-T2[2].

### Листопад
- 4 листопада
  - Припинення мовлення та закриття телеканалу «Погода ТБ».
  - Початок мовлення інформаційного телеканалу «Business» замість телеканалу «Погода ТБ» у загальнонаціональній етерній мережі DVB-T2[48].
- 5 листопада — Ребрендинг дніпропетровського  «2 каналу» в «Регіон».
- 9 листопада — Початок тестового мовлення телеканалу «112 Україна» у мультиплексі MX-5 цифрової етерної мережі DVB-T2.
- 18 листопада
  - Регіональні телеканали «Донбас», «34 канал», «Сігма» і «ТВ-Сфера» утворили «Регіональну Медіа Групу» у складі медіаконгломерату «Медіа Група Україна»[49].
  - Початок мовлення регіонального телеканалу «Житомир» у Новограді-Волинському у стандарті DVB-T2.
- 22 листопада — Початок мовлення інформаційного інтернет-телеканалу «Hromadske TV»[50].
- 24 листопада — Початок мовлення інформаційного телеканалу «Еспресо TV»[51][52].
- 26 листопада — Запуск нового інформаційного телеканалу «112 Україна»[53].
- 29 листопада
  - Зміна логотипа і графічного оформлення телеканалу «ТВі».
  - Ребрендинг чернівецького регіонального  телеканалу «ТВА» у «ТВА Місто».
  - Призупинення аналогового мовлення регіонального  телеканалу «ТВА» на 34 ТВК у Чернівцях[54].
- 30 листопада — Телеканали «Футбол» та «Футбол+» змінили назву на «Футбол 1» та «Футбол 2» відповідно[55][56].

### Грудень
- 6 грудня — Зміна логотипу телеканалу «1+1».
- 10 грудня — Австралія повністю перейшла на цифрове телебачення.
- 17 грудня — Зміна графічного оформлення телеканалу «1+1».
- 19 грудня — Припинення мовлення та закриття одеського регіонального телеканалу «АТВ».
- 20 грудня — Припинення аналогового мовлення регіональної ТРК «Бест» на 26 ТВК в Білій Церкві[57].
- 31 грудня — Початок мовлення державного регіонального телеканалу «Кіровоград» у Кременчуці у стандарті DVB-T2.
- Зміна логотипа і графічного оформлення телеканалу «Maxxi TV».

## Без точних дат
- Осінь
  - Припинення аналогового мовлення регіонального телеканалу «ТАК TV» на 37 ТВК в Миколаєві[58].
  - Початок аналогового мовлення регіональної версії телеканалу «2+2 Миколаїв» на 37 ТВК в Миколаєві[58].
  - Припинення мовлення та закриття красноперекопського регіонального телеканалу «TVE»[59].
  - Початок мовлення регіонального телеканалу «Житомир» в Малині у стандарті DVB-T2[60].
- Ребрендинг донецького регіонального телеканалу «BTV» у «Новый город».
- Зміна програмної концепції телеканалу «НЛО TV» з просвітницько-розважальної на молодіжну з кінопоказом[61].
- Припинення мовлення і закриття пізнавального телеканалу «Світ».
- Зміна логотипу телеканалу «1+1 International».
- Початок мовлення нового енергодарського регіонального телеканалу «ЕНТС».
- Ребрендинг регіонального телеканалу «Моя Одеса» в «Думская.TV».
- Ребрендинг дніпропетровського регіонального телеканалу «Домашний очаг» в «ОТВ».
- Початок мовлення регіонального телеканалу «Херсон Плюс» у Херсонській області у стандарті DVB-T2.
- Початок мовлення регіонального телеканалу «Вінниччина» у Вінницькій області у стандарті DVB-T2.
- Ребрендинг чернігівського регіонального державного телеканалу «ЧДТ» у «Сівер-Центр».
- Початок мовлення регіонального телеканалу «Київ TV» в однойменному місті у стандарті DVB-T2.
- Ребрендинг телеканалу «Dobro TV» в «Dobro».
- Припинення аналогового мовлення телеканалу «ТВі» на 62 ТВК в Рівному[32].
- Початок повноцінного мовлення рівненського регіонального телеканалу «Ритм TV».
- Припинення мовлення київського регіонального державного «Центрального каналу» в Білій Церкві у стандарті DVB-T2[57].
- Зміна графічного оформлення телеканалу «Кіноточка».
- Припинення мовлення та закриття розважального телеканалу «Кіко».
- Припинення мовлення ніжинського регіонального телеканалу «НТБ»[46].
- Відновлення мовлення регіонального «Центрального каналу» в Київській області у стандарті DVB-T2.